# Janusz Kaleja
Janusz Kaleja (ur. 17 czerwca 1969 w Ciechanowie) – charakteryzator, autor charakteryzacji do polskich filmów, seriali telewizyjnych i spektakli teatralnych.

## Filmografia
- 2000: Miasteczko
- 2002: As
- 2003: D-day to Berlin
- 2003–2014 Na Wspólnej
- 2005: The Somme
- 2006: U fryzjera
- 2006: Tylko mnie kochaj
- 2006: Summer love
- 2006: Jasne błękitne okna
- 2007: Wszystko będzie dobrze
- 2008: Rozmowy nocą
- 2008: Kochaj i tańcz
- 2008: Jeszcze nie wieczór
- 2008: Boisko bezdomnych
- 2009: Randka w ciemno
- 2009: Operacja Dunaj
- 2009: Dom nad rozlewiskiem (serial telewizyjny)
- 2011: W ciemności
- 2011: Uwikłanie
- 2011: Lęk wysokości
- 2012: Supermarket
- 2012: Nieulotne
- 2012–2013: Bez tajemnic
- 2013: W imię...

### Teatr Telewizji
- 1998: Książę niezłomny
- 1999: Bzik tropikalny
- 2000: Klub kawalerów
- 2011: Najweselszy człowiek

## Nagrody indywidualne
- Nagroda za charakteryzację na Festiwalu Polskich Filmów Fabularnych 2011 za film Lęk wysokości
- Nagroda za charakteryzację na Gdynia Film Festival 2012 za film W ciemności